# Thesium unyikense
Thesium unyikense är en sandelträdsväxtart som beskrevs av Adolf Engler. Thesium unyikense ingår i släktet spindelörter, och familjen sandelträdsväxter. Inga underarter finns listade i Catalogue of Life.